# Andrea Cupi
Andrea Cupi (Frascati, 27 gennaio 1976) è un allenatore di calcio ed ex calciatore italiano, di ruolo difensore.

## Caratteristiche tecniche
Nato come difensore centrale ha giocato prevalentemente come terzino sia sinistro che destro. Grinta e velocità erano le sue caratteristiche migliori.

## Carriera

### Giocatore
Cresciuto nella Roma, dopo un po' di esperienze nei campionati minori con il Ciampino, è passato all'Empoli con cui ha esordito nel 1999 in Serie A. Dopo ben sette stagioni con gli azzurri, a seguito di un grave infortunio è stato lasciato libero.
Nel gennaio 2006 è stato ingaggiato a parametro zero dal Napoli, dove ha concluso la stagione 2005-2006 con la promozione in Serie B. Nell'annata in B però non gioca neanche una partita a seguito di un'inattività di 487 giorni causata da un intervento chirurgico subito il 28 agosto 2006 per porre rimedio alla pubalgia cronica che affliggeva il giocatore. La squadra raggiunge comunque la promozione in Serie A. Nella stagione 2006-07 è quindi rientrato pienamente a far parte dell'organico del Napoli, in occasione del ritorno in Serie A della squadra partenopea. Nella prima parte di stagione gioca anche come titolare da difensore centrale nella difesa a tre, salvo poi infortunarsi nuovamente e tornare in campo solo alla terzultima gara stagionale. A giugno del 2008 si è svincolato dal Napoli.
Il 10 luglio 2008 ha firmato un contratto biennale con l'Empoli.
Dal giugno 2010 è rimasto svincolato e si è allenato per un breve periodo con il Grosseto. Il 24 febbraio 2011 viene ingaggiato dal Tuttocuoio, squadra di Ponte a Egola, alla sua prima apparizione in Serie D, dove contribuisce alla salvezza del club.

### Allenatore
Nel 2011 lascia il calcio giocato e diventa allenatore dei Giovanissimi B dell'Empoli. Resta nel settore giovanile dei toscani fino al 2018.
Nel 2018 diventa viceallenatore di Massimiliano Alvini all'Albinoleffe, fino all'esonero dell'intero staff. Nel luglio 2019 diventa viceallenatore di Federico Guidi al Gubbio fino all'esonero avvenuto il 14 ottobre 2019.
Nel Giugno 2022 viene ingaggiato, sempre come vice di Guidi, dalla AS Roma Primavera.
A luglio 2024 passa, sempre come vice di Guidi, al Milan Primavera.

## Statistiche

### Presenze e reti nei club
| Stagione        | Squadra         | Campionato      | Campionato | Campionato | Coppe nazionali | Coppe nazionali | Coppe nazionali | Coppe continentali | Coppe continentali | Coppe continentali | Altre coppe | Altre coppe | Altre coppe | Totale | Totale |
| Stagione        | Squadra         | Comp            | Pres       | Reti       | Comp            | Pres            | Reti            | Comp               | Pres               | Reti               | Comp        | Pres        | Reti        | Pres   | Reti   |
| --------------- | --------------- | --------------- | ---------- | ---------- | --------------- | --------------- | --------------- | ------------------ | ------------------ | ------------------ | ----------- | ----------- | ----------- | ------ | ------ |
| 1996-1997       | Lodigiani       | C1              | 21         | 0          | CI              | 0               | 0               | -                  | -                  | -                  | -           | -           | -           | 21     | 0      |
| 1997-1998       | Carpi           | C1              | 31         | 0          | CI              | 2               | 0               | -                  | -                  | -                  | -           | -           | -           | 33     | 0      |
| 1998-1999       | Empoli          | A               | 8          | 0          | CI              | 0               | 0               | -                  | -                  | -                  | -           | -           | -           | 8      | 0      |
| 1999-2000       | Empoli          | B               | 9          | 0          | CI              | 1               | 0               | -                  | -                  | -                  | -           | -           | -           | 10     | 0      |
| 2000-2001       | Empoli          | B               | 32         | 0          | CI              | 3               | 0               | -                  | -                  | -                  | -           | -           | -           | 35     | 0      |
| 2001-2002       | Empoli          | B               | 30         | 0          | CI              | 4               | 0               | -                  | -                  | -                  | -           | -           | -           | 34     | 0      |
| 2002-2003       | Empoli          | A               | 29         | 0          | CI              | 3               | 0               | -                  | -                  | -                  | -           | -           | -           | 32     | 0      |
| 2003-2004       | Empoli          | A               | 24         | 0          | CI              | 2               | 0               | -                  | -                  | -                  | -           | -           | -           | 26     | 0      |
| 2004-2005       | Empoli          | B               | 4          | 0          | CI              | 0               | 0               | -                  | -                  | -                  | -           | -           | -           | 4      | 0      |
| gen.-giu. 2006  | Napoli          | C1              | 11         | 0          | CI+CI-C         | 0+1             | 0               | -                  | -                  | -                  | SL-C1       | 0           | 0           | 12     | 0      |
| 2006-2007       | Napoli          | B               | 0          | 0          | CI              | 0               | 0               | -                  | -                  | -                  | -           | -           | -           | 0      | 0      |
| 2007-2008       | Napoli          | A               | 16         | 0          | CI              | 1               | 0               | -                  | -                  | -                  | -           | -           | -           | 17     | 0      |
| Totale Napoli   | Totale Napoli   | Totale Napoli   | 27         | 0          |                 | 2               | 0               |                    | -                  | -                  |             | 0           | 0           | 29     | 0      |
| 2008-2009       | Empoli          | B               | 13         | 0          | CI              | 2               | 0               | -                  | -                  | -                  | -           | -           | -           | 15     | 0      |
| 2009-2010       | Empoli          | B               | 9          | 0          | CI              | 3               | 0               | -                  | -                  | -                  | -           | -           | -           | 12     | 0      |
| Totale Empoli   | Totale Empoli   | Totale Empoli   | 158        | 0          |                 | 18              | 0               |                    | -                  | -                  |             | -           | -           | 176    | 0      |
| feb.-giu. 2011  | Tuttocuoio      | D               | 7          | 0          | CI-D            | -               | -               | -                  | -                  | -                  | -           | -           | -           | 7      | 0      |
| Totale carriera | Totale carriera | Totale carriera | 244        | 0          |                 | 22              | 0               |                    | -                  | -                  |             | -           | -           | 266    | 0      |

## Palmarès

### Club

#### Competizioni nazionali
- Campionato italiano di Serie B: 1

Empoli: 2004-2005
- Serie C1: 1

Napoli: 2005-2006